# 九头蛇

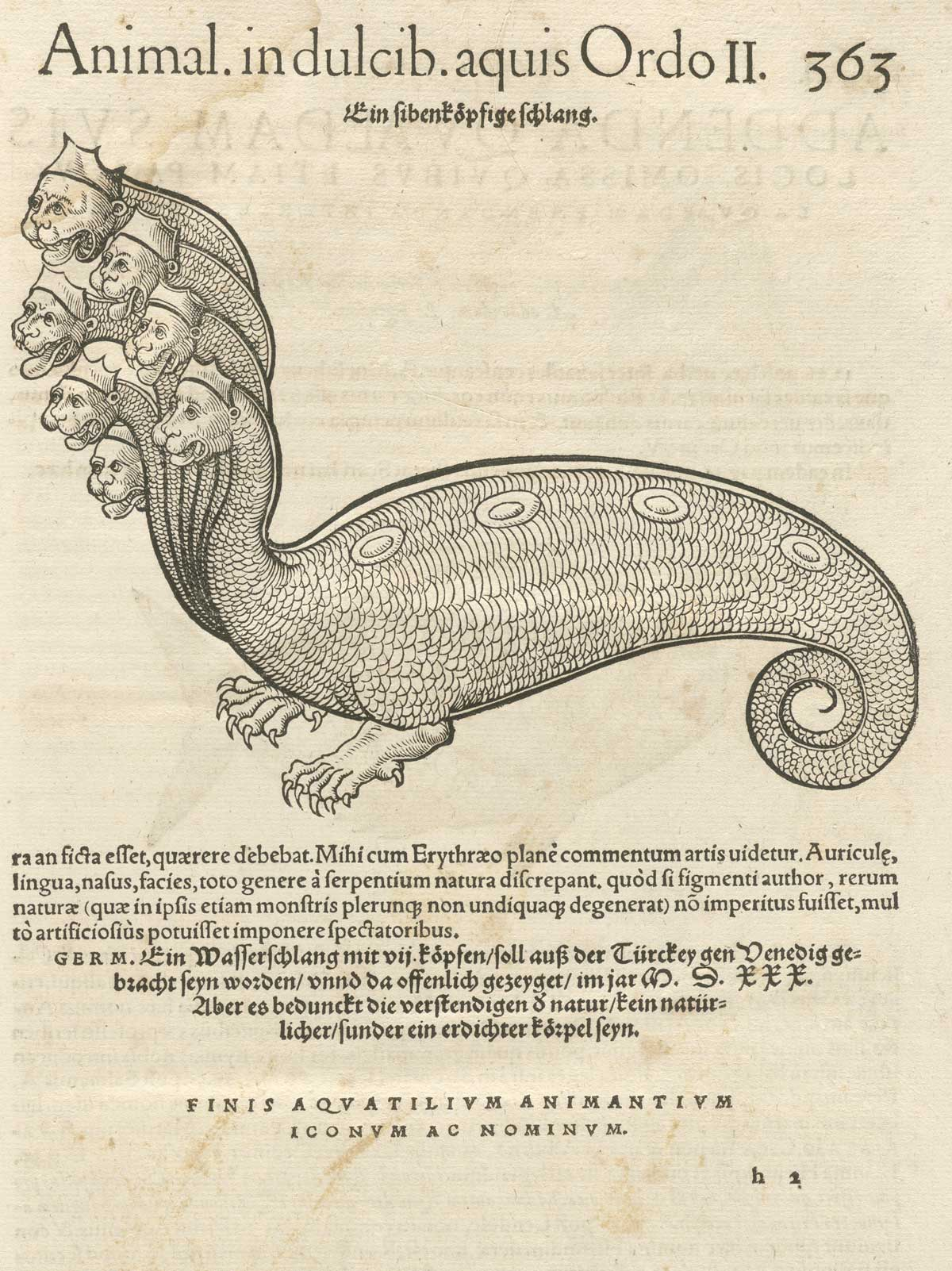
十六世紀的德國插畫家，受到《獸名數目》的影響所繪製的九頭蛇

九头蛇

九头蛇是一种传说中有九个头的大蛇。在许多文化中都存在，是一種传说生物，在古希腊神话裡出现最为频繁。另外《波斯古经》、《圣经》、非洲传说、亞洲好幾個地區包括中国神话中也可以看到类似的传说。

## 古希腊的九头蛇
古希腊的九头蛇也称勒拿九头蛇，因其所居沼泽在勒拿湖附近而得名。它是体形硕大的水蛇之属，关于其头的个数，说法不一。保薩尼亞斯认为只有一个，西蒙尼特斯认为有五个，托普塞增加至七个，到了狄奥多罗斯那里甚至多达一百个。但大部分典籍都以九头为准，尤其指出最当中那个头刀枪不入（也有说是金色的）。

### 九头蛇与赫拉克勒斯

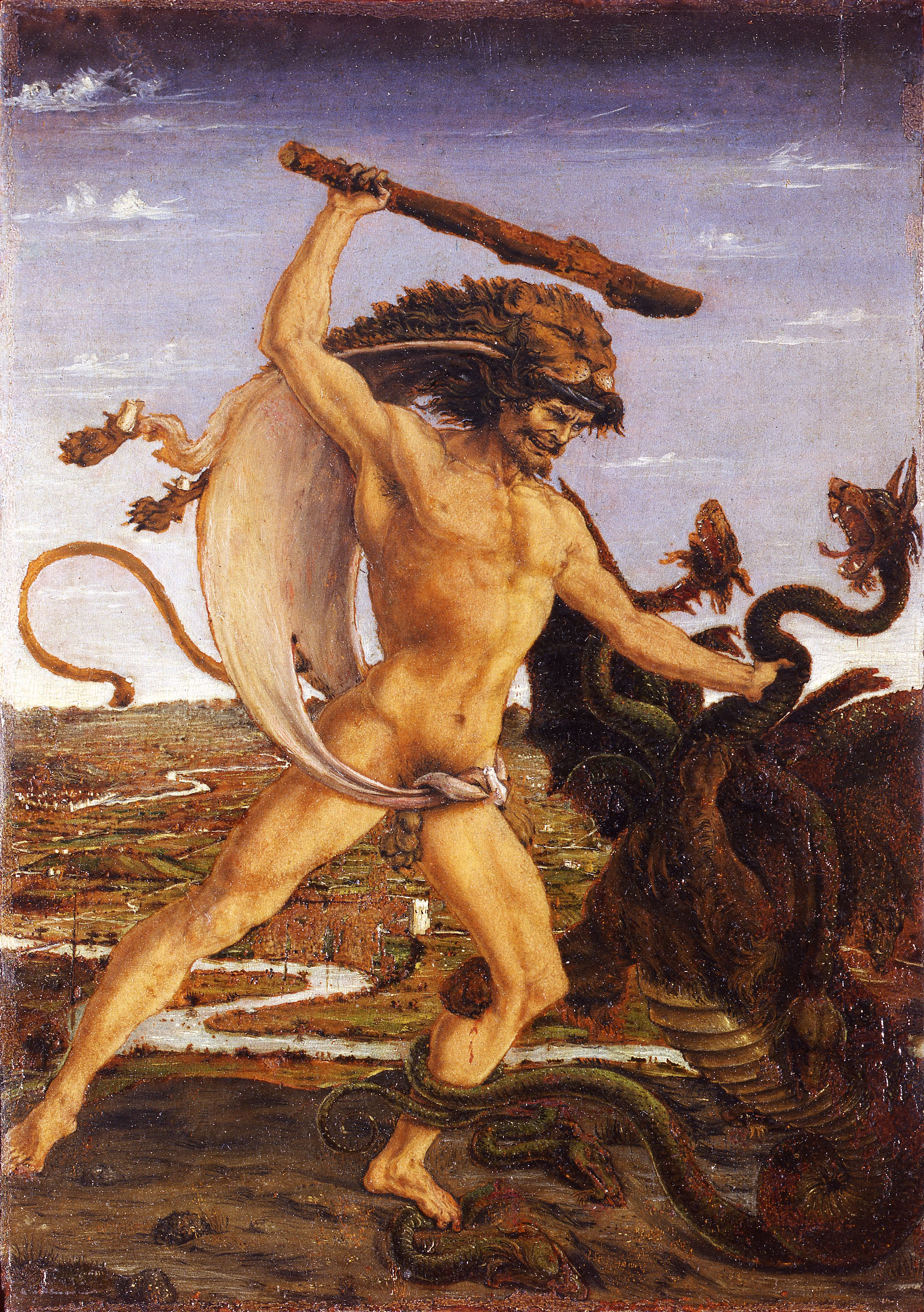
《海格力斯与九头蛇》（Hercules and the Hydra）安东尼奥·德尔·波拉约洛作

九头蛇因赫拉克勒斯而出名。那位英雄十二大伟绩中的第二件便是杀死这妖魔。九头蛇剧毒无比，沼泽的水也因此长年恶臭，四周土地变为褐色。它还经常吞食过往行人牲口，为害一方。赫拉克勒斯与侄子伊奥劳斯驾马车来到沼泽。他命伊奥劳斯看住车辆，自己用火箭将九头蛇引出。双方展开大战，每当英雄用剑（一说為镰刀）砍掉那魔怪的一个头，另一个新头（一说两个）又重新生出。赫拉克勒斯于是喊侄子来帮忙。伊奥劳斯用火炬烧灼断颈，头便无法重生。最后赫拉克勒斯将八头一一砍下，又用巨棍打暈正中的主头，埋于土中，用大石压住，才算铲除这一祸害。

## 波斯的九头蛇
波斯的阿兹达哈卡（Azi Dahaka）比勒拿九头蛇更古老，在祆教成立之前就已經有牠的傳說。根据祆教《波斯古经》的创世神话记载，阿兹达哈卡是邪神安格拉·曼纽（Angra Mainyu）之子。生就三首，分别代表痛、苦、死，还有三爪，六到十八个眼睛，以及羽翼和利牙。它体内充满蛇蝎毒虫，一旦放出，天下大乱。英雄费里顿（Thraetaona）将其囚禁于德马峰（Demavend）上。傳說末日時牠将冲破禁制，再次出世。蒼生万類有三分之一会遭吞食。直到另一英雄噶尔沙斯普（Keresaspa）将它消滅。

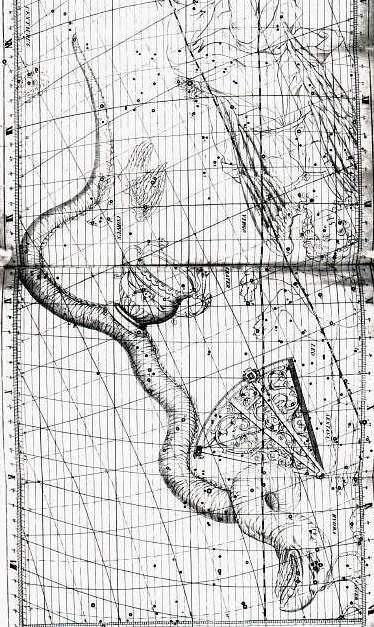
昂热尔堡《启示录》壁毯局部（Apocalypse d'Angers）

## 《圣经》中的七头蛇
《圣经》中的七头红龙乃撒但化身。《启示录》第12章中写道：
|  | 天上又现出异象来。有一条大红龙，七头十角，七头上戴着七个冠冕。……大龙就是那古蛇，名叫魔鬼，又叫撒但，是迷惑普天下的。他被摔在地上，他的使者也一同被摔下去。 |

## 佛教中的九頭蛇
佛教天龍八部的龍眾（那伽蛇神）有八位龍王，其中的婆蘇吉龍王爲九頭龍王。

## 非洲的七头蛇
根据东非肯尼亚维多利亚湖湖岸地区的传说，当地原有七头水蛇居于河中，河水便流动不息。人们定期为它献上供品。某天一位怀孕的妇人端来壶污浊的泥浆。她想喝上清洁的水，愿以腹中女儿相换。水蛇同意了这条件，为她的壶注入清水。后来妇人的女儿金德（Jinde Sirinde）长大成人，到河边取水，被水蛇抓去做妻子。金德请求回家省亲，水蛇以一日为限。金德回家找到情人。水蛇赶来，那情人便提剑斩下七头，除了一害。

## 中国的九头蛇
中国九头蛇当属《山海经》中的相柳。它是共工的臣子，蛇身九首，上面长着青色的人脸。形体硕大无朋，凡经过的地方都陷为沮泽。相柳后被大禹所杀，其血腥臭无比，流过的土地五谷不生：
|                       | 共工之臣曰相柳氏，九首，以食于九山。相柳之所抵，厥为泽溪。禹杀相柳，其血腥，不可以树五谷种。禹厥之，三仞三沮，乃以为众帝之台。在昆仑之北，柔利之东。相柳者，九首人面，蛇身面青。不敢北射，畏共工之台。台在其东。台四方，隅有一蛇，虎色，首冲南方。 |
| ——《山海经·海外北经》 | |

而屈原《天问》也有“雄虺九首，鯈忽焉在？”的想象。

## 日本的九头蛇
是有关九頭龍傳承（日本語：九頭竜伝承）留下在日本各地的九頭龍的口传的事。说明除了在这里有代表性的箱根的芦之湖的九頭龍傳說以外，福井、户隐等的有代表性的九頭龍傳承。九头龙信仰的起源是户隐神社的九頭龍大神。
還有一種起源是印度教、佛教八大龍王裡的婆蘇吉龍王，即九頭龍王，日本稱之為九頭龍大神。印度神話裡的“龍”實際名為“那伽”，是一類大蛇神，故九頭蛇又名九頭龍。

## 柬埔寨的九头蛇

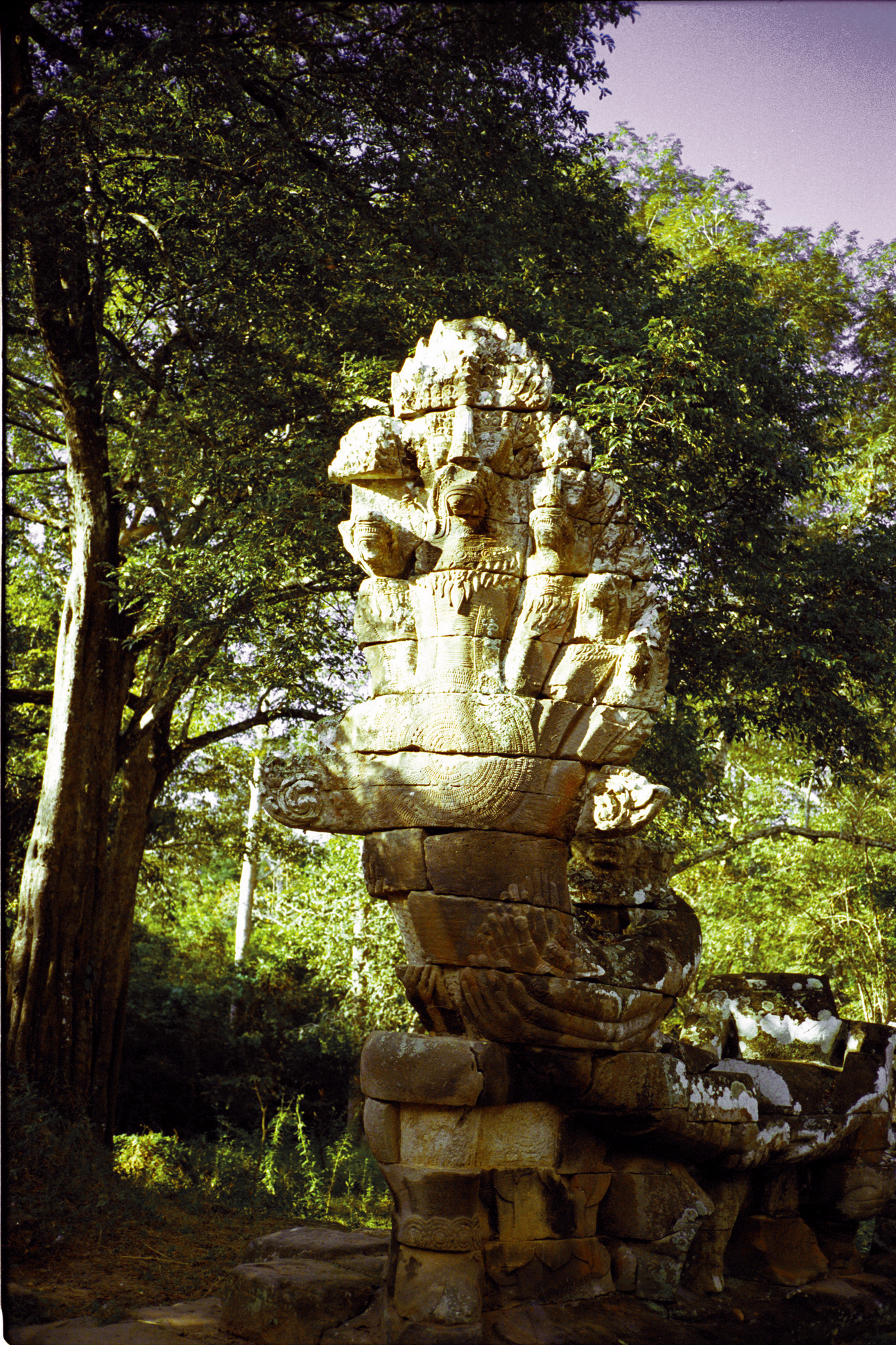
吴哥古迹的九头蛇精

在吴哥王朝时代，高棉人奉九头蛇精那伽为神灵，传说吴哥国王是九头蛇精的后裔，吴哥古迹中的空中宫殿的金塔相传是吴哥国王与化为女身的九头蛇精夜夜同眠的寝宫，虽王后也不敢入内。国王在二鼓方才出来与王后同寝。如蛇精一日不来，则国王死期将近，如国王一日不去，必定有灾祸降临。在吴哥古迹，处处可见九头蛇像。

## 象徵意义
九头蛇在后世的象征意义多从其神话典故引发。比如《圣经》以九头蛇的嘴来代表地狱的入口，这来源于其看守地狱大门的记载。而纹章学里它象征克胜强敌，即暗指赫拉克勒斯之事。它还与丰沃多产联系起来，这当然源自九头的再生能力。

## 影視作品
於漫威漫畫《美國隊長》中，九頭蛇為納粹德國附屬組織，曾於《美國隊長》、《美國隊長2》、《美國隊長3》、《復仇者聯盟2》等電影出現。

## 外部連結
- 羅浮宮中一尊九頭蛇塑像的介紹（页面存档备份，存于）（法文）